# Ophiocten lymanni
Ophiocten lymanni is een slangster uit de familie Ophiuridae.
De wetenschappelijke naam van de soort werd in 1882 gepubliceerd door Théophile Rudolphe Studer.